# Ustaritz
Ustaritz – miejscowość i gmina we Francji, w regionie Nowa Akwitania, w departamencie Pireneje Atlantyckie.
Według danych na rok 1990 gminę zamieszkiwały 4263 osoby, a gęstość zaludnienia wynosiła 130 osób/km² (wśród 2290 gmin Akwitanii Ustaritz plasuje się na 97. miejscu pod względem liczby ludności, natomiast pod względem powierzchni na miejscu 247.).